# فرودگاه الی

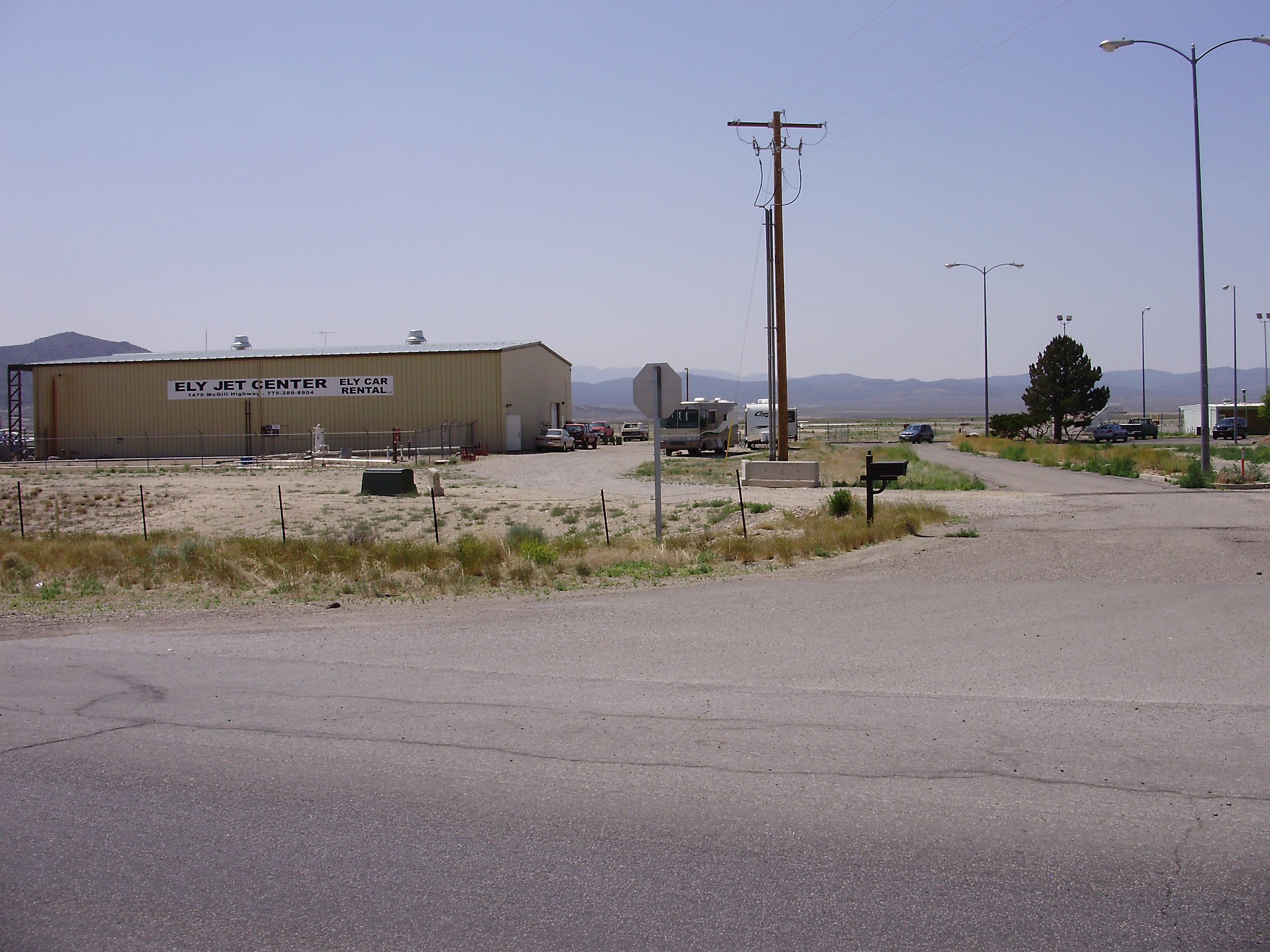
فرودگاه الی

فرودگاه الی (به انگلیسی: Ely Airport) (به زبان بومی: Yelland Field) یک فرودگاه بهره‌برداری هوایی با کد یاتا ELY است که یک باند فرود آسفالت دارد و طول باند آن ۱۸۳۴ متر است. این فرودگاه در شهر الی، نوادا کشور ایالات متحده آمریکا قرار دارد و در ارتفاع ۱۹۰۸ متری از سطح دریا واقع شده است.